# Асканио Мария Сфорца
Асканио Мария Сфорца (на италиански: Ascanio Maria Sforza; * 3 март 1455, Кремона, Миланско херцогство; † 28 май 1505, Рим, Папска държава) от фамилията Сфорца е католически кардинал от 1484 г. и вицеканцлер на Светата римокатолическа църква от 1492 до 1505 г. Той е познат с дипломатическите си способности, които изиграват основна роля в избирането на Родриго Борджия за папа Александър VI.

## Произход
Той е шестото дете на Франческо I Сфорца (* 1401, † 1466), херцог на Милано от 1450 г., и на втората му съпруга Бианка Мария Висконти (* 1424, † 1468). Негови дядо и баба по бащина линия са кондотиерът Джакомо Атендоло (нар. Муцио и впоследствие Сфорца) и Лучия Терцано, а по майчина – Филипо Мария Висконти, херцог на Милано, и Аниезе дел Майно. Има пет или шест братя и две или три сестри:
- Галеацо Мария (* 1444, † 1476), 5-и херцог на Милано (1466 – 1476), съпруг на Бона Савойска
- Иполита Мария (* 1445, † 1488), чрез брак херцогиня на Калабрия, съпруга на Алфонсо Арагонски, херцог на Калабрия, крал на Неапол (от 1494) като Алфонсо II
- Карло († след раждане), вероятен
- Филипо Мария (* 1449, † 1492), граф на Корсика и на Павия, граф на Бари, съпруг на братовчедка си Констанца Сфорца ди Санта Фиора
- Сфорца Мария (* 1451, † 1479), херцог на Бари, съпруг на Елеонора Арагонска
- Лудовико Мария „Мавъра“ (* 1451 или 1452, † 1508), 7-и херцог на Милано (1494 – 1499), съпруг на Беатриче д’Есте
- Сестра († след раждане), вероятна
- Елизабета Мария (* 1456, † 1472), маркграфиня на Монферат като съпруга на Вилхелм VIII Палеолог, маркграф на Монферат,
- Отавиано Мария (* 1458, † 1477), граф на Лугано (1477).

Освен това има поне 35 полубратя и полусестри от извънбрачни връзки на баща си.

## Биография

### Ранни години
Асканио е ученик на Франческо Филелфо – придворен на баща му херцог Франческо Сфорца, който го запознава с управлението и литературата. Други кардинали на семейството са Гуидо Асканио Сфорца ди Санта Фиора (1534), Алесандро Сфорца (1565), Франческо Сфорца (1583) и Федерико Сфорца (1645).
На 10-годишна възраст е обявен за комендаторен абат на Абатство Киаравале. Още като младеж Асканио е предопределен за поста на кардинал от кардинал Гийом д'Естутвил, който по този начин иска да получи подкрепата на Галеацо Мария Сфорца за кандидатурата му за папския престол през 1471 г. Тиарата обаче е дадена на Франческо дела Ровере (папа Сикст IV) и инвеститурата на кардинала е отложена.
През септември 1473 г. племенницата на Асканио Катерина – дъщеря на херцог Галеацо Мария, се омъжва за племенника на папа Сикст IV Джироламо Риарио (брат на кардинал Пиетро Риарио). Джироламо е един от водещите членове на Заговора на Паци срещу живота на Лоренцо Медичи. Надявайки се да умиротвори Милано, Сикст IV се опитва да направи Асканио кардинал през 1477 г., но Светият колегиум отказа да го приеме в своите чинове. Все пак през септември 1479 г. Асканио става 67-и епископ на Павия, като има диоцеза до смъртта си. През 1484 г. представлява брат си Лудовико Сфорца на Конгреса в Кремона.

### Кардинал
През 1484 г. молбата за това Асканио да стане кардинал е отправена отново и на 17 март той е провъзгласен за кардинал-дякон на Свети Вит, Модест и Крешенция. Той влиза в Рим на 23 август, няколко дена след смъртта на Сикст IV. Официалната церемония по назначаването му не се състои, а някои кардинали дори възразяват срещу участието му в следващия конклав. Благодарение на кардинал Родриго Борджия обаче Асканио е приет с всички кардиналски почести. Той получава важна задача от брат си Лудовико, по онова време херцог на Бари и регент на Миланското херцогство: Асканио и кардинал Джовани Арагонски трябва да представят официално писмо до кардиналите в конгрегацията, с което да ги информират, че Милано се противопоставя на избора на кардиналите Барбо, Коста, Чибо и Савели. Чибо и Савели са последователи на кардинал Джулиано дела Ровере и на неговата профренска политика. Писмото от херцог Лудовико, изпратено на 26 август, не стига до ръцете им навреме, в противен случай това би бил най-ранният известен опит за вето при папски избори. Асканио допринася за избора на Джовани Батиста Чибо за папа Инокентий VIII на 29 август 1484 г.
Асканио Сфорца става администратор на Новара от 25 октомври 1484 г. до 18 април 1485 г., заемайки поста отново през май 1505 г., няколко дни преди смъртта си на 27 май.
По време на понтификата Асканио е шпионин на брат си в Светия престол. Основната му цел е да помири Феранте I от Неапол със Сфорца. През март 1486 г. Асканио влиза в дискусия с кардинал Жан Балю – посланик на Франция в Рим. Балю е предложил Инокентий VIII да призове Рене II, херцог на Лотарингия да си възвърне правата върху неаполитанския трон, което води до жестока кавга с Асканио. Папа Инокентий VIII, който обикновено се колебае да се намесва в делата на подчинените си, им нарежда да замълчат.
Асканио е назначен за администратор на кремонския престол на 28 юли 1486 г. и заема поста до смъртта си. Той също така става администратор на престола в Пезаро през 1487 г. и е такъв до май 1491 г.
В опит да направи Неапол и Милано съюзници Асканио се среща с Ферандино – принц на Капуа и внук на Феранте в двореца му в Трастевере през май 1492 г. Банкетът, организиран в чест на неаполитанския принц, е толкова екстравагантен и великолепен, че според Стефано Инфесура, ако трябва да разкаже, никой не би му повярвал. Ферандино се надява да уреди брака на още един от внуците на крал Феранте – дон Луиджи Арагонски с член на семейството на папа Инокентий – Батистина Чибò. Съюзът се надява да раздалечи Инокентий и французите. В същото време Ферандино се стреми да бъде инвестиран с Неапол от папата, като по този начин укрепи властта на семейството си в кралството, за да бъде засегнат френският ищец Рене II. На 4 юни 1492 г. папа Инокентий издава була, определяща, че крал Феранте ще бъде наследен от сина му Алфонсо, а Алфонсо от Фердинандо, което ощастливява миланците.

### Вицеканцлер
На конклава от август 1492 г., след като приема, че няма да получи папската тиара за себе си, Асканио обещава гласа си на Родриго Борджа, тогавашен вицеканцлер на Светата римска църква. Борджа на свой ред му обещава длъжността вицеканцлер на Светата римска църква, както и Двореца „Борджа“. Към обещанията спадат замъкът в Непи, епископията на Егер (която носи годишен доход от 10 хил. дуката) и длъжността на приор на манастир в епархията Калаора в Испания, която се държи от Борджа. Борджа е избран на папския престол с името Александър VI отчасти и поради убедителния Асканио. Той назначава Асканио за свой вицеканцлер, с което го прави де факто премиер на Светия престол. На 26 август 1492 г. Сфорца напуска своето дяконство в Свети Вит, Модест и Крешенция, но отново го избира на 31 януари 1495 г. и го заема до смъртта си. Той е обявен за администратор на Егерската митрополития на 31 август 1492 г., запазвайки позицията до юни 1496 г. За да укрепи връзката между семейството си и папския дом, през 1493 г. Асканио урежда брака на Джовани Сфорца – негов братовчед и управител на Пезаро с Лукреция Борджа – извънбрачна дъщеря на папата. Бракът е анулиран през 1497 г. като неконсумиран.

### Френска инвазия
През януари 1494 г. кардинал Сфорца е назначен за администратор на епархия Елн, подчинена на епархия Нарбон във Франция; на 20 януари 1495 г. Чезаре Борджа е назначен за епископ на Елн, а Сфорца се отказва от администрацията през май 1495 г.
Приятелството между Асканио и папа Александър VI приключва, когато Франция нахлува в Италия през септември 1494 г. Съзнавайки машинациите на кардинал Джулиано дела Ровере срещу себе си, Александър VI решава да се противопостави на Франция. Понеже Лудовико Сфорца е таен съюзник на френския крал Шарл VIII, Асканио предава папата, като поисква свалянето му заедно с още няколко кардинали. След папския триумф над френския крал Милано изоставя Франция и Асканио е приет отново във Ватикана, но никога повече не успява да спечели благоволението на папата. Когато Джовани Борджа – извънбрачен син на папата е намушкан през 1497 г., Асканио е обвинен в убийството, но е оправдан от папата.
Когато французите отново нахлуват в Италия с подкрепата на Светия престол, Асканио наблюдава падането и затвора на брат си Лудовико Мария Сфорца (1500 г.), без да може да действа. На 15 юни 1500 г. е отведен във Франция и е затворен в Лион, а по-късно в Тур дьо Бурж. Той е освободен на 3 януари 1502 г. въз основа на обещанието да не напуска Франция без кралско разрешение. Извикан е във френския кралски двор при крал Луи XII и става постоянен негов придружител на лов. Той подарява на френската кралица голяма перла, носена по-рано от брат му Лудовико.
През август 1503 г. Луи XII му разрешава да се върне в Рим. Целта на Асканио е да прогони французите от Ломбардия и да постави брат си Лудовико, който е във френски затвор. Участва в папския конклав през септември 1503 г. Полага безполезни усилия да наследи Александър VI, като се бори срещу кардинал Джулиано дела Ровере и Жорж I д'Амбоаз – официалния кандидат на Франция. Когато папа Пий III (Франческо Пиколомини) умира в същия месец на коронацията си, кардинал Сфорца участва в папския конклав през октомври 1503 г., но Джулиано дела Ровере (Юлий II) е избран почти единодушно.
На 23 май 1505 г. кардинал Асканио посещава Тайната консистория в добро здраве и след обяд отива на лов. На връщане се чувства зле. Взима лекарства срещу чума, но в сряда, 28 май, си ляга облян със студена пот. Чумата го погубва на 28 май 1505 г.: 50-годишният Асканио умира в къщата в градината си до църквата „Сан Джироламо дей Скиавони“. Той е погребан същата вечер без кардинал и церемониал-майстор поради чумата. Юлий II възлага на твореца Андреа Сансовино да му издигне гробницата в Големия параклис на църквата Санта Мария дел Пополо, с надпис, на който папа Юлий обявява, че е забравил честната опозиция на Асканио („luckyissimarum contentionum oblitus“).

## Изкуство
Като кардинал през 1488 г., по негова воля като епископ на Павия, на мястото на двете романски базилики-близнаци „Санто Стефано“ и „Санта Мария дел Пополо“ той кара да започне изграждането на новата катедрала на Павия, за чийто проект вика ломбардския скулптор и архитект Джовани Антонио Амадео и чийто дървен модел от 1497 г. е запазен и до днес. Представител на Базиликата на Свети Амвросий Медиолански от 1489 г. насам, кардиналът вече е бил представител на прочутото цистерианско Абатство Киаравале, достигнало нов блясък, и желае към него да присъедини новата цистерцианска общност на Свети Амвросий, чиито манастирските среди решава да реконструира. По онова време все още има шест бенедиктински монаси, които са „уволнени“ незабавно, за да се нанесат монасите от Цистерцианския орден. Но неговият проект е все още органичен: през 1497 г. той прави официално обединението на ломбардската конгрегация на ломбардския Цистерциански орден с тосканската. През същата година Асканио Мария е ключовата фигура във възстановяването на четирите манастира на бившия цистерциански манастир „Свети Амвросий“ в Милано, поверено на Браманте и продължено от Амадео.
Фокусът на Асканио върху обществените въпроси отклонява вниманието му от покровителството на изкуствата. Той обаче е този, който през 1486 г. въвежда в папския двор Жоскен де Пре – най-известния ренесансов музикант. Напрегнат и твърдоглав като политик, Асканио предпочита хазарта, вместо ученето. Той несъмнено е макиавелист, но също така и прозорлив и интелигентен, с високомерен дух и безкраен смелост. Политическите му нрави са типични за неговата епоха и той остава всеотдаен на любовта си към Милано и към семейството си.

## Памет
- През 1981 г. в британския телевизионен сериал по Би Би Си „Борджиите“ в ролята му е британският актьор Клайв Мерисън
- През 2011 г. в телевизионния сериал The Borgias по американския канал Showtime в ролята му е британският актьор Питър Съливан
- Във френско-немско-чешко-италианския телевизионен сериал Borgia: Faith and Fear по френския канал Canal+ в ролята му е английският актьор Крисчън Маккей.
- На него е кръстена важна миланска пътна артерия, която минава по левия бряг на канала Навильо Павезе за около 1,5 км в посока Павия.